# Opposizione di terzo
L'opposizione di terzo (art. 404 c.p.c.) è un mezzo di impugnazione straordinario «riservato a coloro che non hanno assunto la qualità di parte all’interno del processo». Ciò significa che può essere proposto avverso provvedimenti ormai passati in giudicato. Questo mezzo di impugnazione si articola in due tipologie distinte, ovvero l'opposizione di terzo ordinaria e quella revocatoria.

## Opposizione di terzo ordinaria (art.404 c.1 c. p. c.)
Tale istituto consente al terzo di proporre opposizione contro la sentenza passata in giudicato o comunque esecutiva, pronunciata tra altre persone, quando questa pregiudica i suoi diritti.
Prima di tutto dobbiamo chiederci chi possa essere considerato terzo e quindi possa vantare l'interesse ad agire. Il terzo è colui che nel giudizio pregresso avrebbe potuto intervenire (v. intervento (diritto), o in via principale o in via litisconsortile. Si dice infatti che l'intervento nel processo non sia altro che una opposizione di terzo anticipata.
Per pregiudizio si intende il danno che deriverebbe al terzo dall'esecuzione forzata del provvedimento contro il quale ci si oppone.
Con l'impugnazione in esame il terzo chiede che sia fatta valere la non estensione degli effetti della sentenza opposta nei suoi confronti, e in conseguenza quindi chiede che sia rinnovato il giudizio con la sua partecipazione attiva.
Nota di particolare rilievo pratico è che l'istituto non conosce limiti temporali per la sua proposizione.

## Opposizione di terzo revocatoria (art. 404 c.2 c.p.c.)
La seconda tipologia di opposizione di terzo è quella che comunemente viene "etichettata" come revocatoria. In particolare, tale mezzo di impugnazione prevede che gli aventi causa o i creditori di una delle parti (di un processo ormai terminato) possano fare opposizione alla sentenza (resa tra suddette  parti), quando questa è l'effetto di dolo o collusione a loro danno. Legittimati a proporre opposizione di terzo revocatoria sono quindi gli aventi causa e i creditori.
Avente causa è colui che succede a titolo particolare nel diritto di una delle parti. Creditore è colui che vanta un diritto di credito nei confronti di una delle parti. 
Gli elementi che rendono possibile l'impugnazione in discorso sono il dolo o la collusione che hanno  inficiato il provvedimento pregiudizievole per i legittimati a proporre opposizione. Il dolo non si esaurisce solo nella preordinazione di atti idonei ad arrecare danno al terzo, ma può anche manifestarsi in semplici omissioni. Per collusione si può intendere l'accordo fra le parti a danno del terzo, il quale potrà essere tacito o espresso. Chi agisce attraverso l'opposizione in discorso chiede l'eliminazione radicale della sentenza impugnata.
Infine, occorre ricordare che, a differenza della opposizione ordinaria, quella revocatoria è assoggettata ad un termine perentorio di proposizione. In particolare questo è di trenta giorni dalla scoperta del dolo o della collusione a danno del terzo.